# Пітер Лісон
Пітер Лісон (англ. Peter T. Leeson; нар. 29 липня 1979) — американський економіст і професор економіки та права Дункана Блека в Університеті Джорджа Мейсона.  У 2012 році Big Think включив його до «вісімки найкращих молодих економістів світу».  
Лісон відомий тим, що поширив теорію раціонального вибору на незвичайні сфери, такі як дослідження химерних ритуалів і забобонів, а також на поведінку карибських піратів.  Як сказав співавтор Freakonomics Стівен Левітт, «дивовижна річ у Піті Лісоні полягає в тому, що він бере ці божевільні теми та завдяки блискучому поєднанню ретельного історичного дослідження, збору даних і креативного економічного мислення демонструє що ці, здавалося б, безглузді практики насправді мають великий сенс… Я не можу згадати іншого економіста, робота якого так постійно вражала мене».  За словами Арта Кардена з Американського інституту економічних досліджень, «в тій мірі, в якій економічна професія має спадкоємця Гарі Беккера в сенсі просування економічного аналізу настільки далеко, наскільки ми думаємо, що він зайде, а потім відкриття його підійдіть трохи далі, це Лісон».
У 2022 році Лісон отримав премію Адама Сміта, яку раніше вручали Нобелівським лауреатам Дугласу Норту, Джеймсу М. Б'юкенену, Вернону Л. Сміту та Елінор Остром.
Раніше він обіймав посади викладачів Університету Західної Вірджинії та Університету Чикаго.